# روینه لاگو
روینه لاگو (به ایتالیایی: Revine Lago) یک کومونه در ایتالیا است که در استان ترویزو واقع شده‌است. روینه لاگو ۱۸٫۷ کیلومتر مربع مساحت و ۲٬۱۹۰ نفر جمعیت دارد و ۲۲۵ متر بالاتر از سطح دریا واقع شده‌است.

## خواهرخوانده
شهر Mitterdorf an der Raab خواهرخواندهٔ روینه لاگو هست.